# Nicolás Mena
Nicolás Eduardo Mena Letelier es un abogado y político chileno, miembro del Partido Demócrata Cristiano (PDC). Se desempeñó como subsecretario de Justicia durante el segundo gobierno de la presidenta Michelle Bachelet, entre 2014 y 2016.

## Estudios
Realizó sus estudios primarios en el Ive Thomas Memorial School, y los secundarios en el Saint George's College, ambos de Santiago. Posteriormente en 1996, ingresó a estudiar derecho en la Pontificia Universidad Católica (PUC), donde se tituló como abogado en 2002. Luego cursó un magíster en derecho con mención en derecho público de la Universidad de Chile, egresando en 2010; y —en 2010— un diplomado en políticas públicas en la PUC, egresando en 2015.

## Trayectoria pública
Ha trabajado en diversos organismos estatales como el Servicio Nacional de Turismo (Sernatur) —siendo director nacional del organismo entre junio y noviembre de 2014—, y el Ministerio Secretaría General de la Presidencia (Segpres), donde fue el coordinador de la «División de Relaciones Políticas e Institucionales».
Fue asesor jurídico en los ministerios de Defensa Nacional e Interior, en 2007 asumió el mismo cargo en la Gobernación de la provincia Cordillera. En paralelo se desempeñó durante ocho años como concejal de la Municipalidad de Paine, desde 2004 hasta 2012; y fue abogado de la entonces Superintendencia de Quiebras (SQ), extinta en 2013.
Además ha realizado diversas publicaciones en torno a temas como la política y el sufragio en Chile. Entre marzo de 2014 y octubre de 2016, ejerció como jefe del «Departamento Jurídico» de la Superintendencia de Insolvencia y Reemprendimiento (SIyR).